# Uelfe
| Uelfe | Uelfe | Uelfe                    |
| --- | ----- | ------------------------ |
| Legende \| Radevormwald \| \| Radevormwald \| \| \| \| \| \| Lünsenburger Bach \| \| \| \| \| \| \| \| Röttscher Bach \| \| \| \| Knefelskamper Bäche \| \| \| \| \| \| Mermbach \| \| Brüser Siefen \| \| \| \| \| \| Hermannshagener Bach \| \| Scheidter und Böckersfelder Bach \| \| \| \| \| \| \| \| Mühlengraben Oberste Mühle \| \| Zulauf Scheidt \| \| \| \| Zulauf Kollenberger Feld \| \| Oberste Mühle \| \| \| \| \| \| \| \| Heidter Siepen \| \| \| \| Mühlengraben Unterste Mühle \| \| \| \| Unterste Mühle \| \| \| \| \| \| \| \| \| \| Kollenberger Bach \| \| Uelfebad \| \| \| \| \| \| Hagebucher Bach \| \| Hagener Siefen \| \| \| \| \| \| Leimholer Bach \| \| Eistringhauser Bach \| \| \| \| \| \| Herbecker Bach \| \| Herkingrader Bach \| \| \| \| \| \| Stauteich \| \| Nebenarm Keilbeck \| \| \| \| Keilbecke \| \| \| \| Wupper \| \| \| |       |                          |
| Radevormwald |       | Radevormwald             |
| |       |                          |
| Lünsenburger Bach |       |                          |
| |       |                          |
| Röttscher Bach |       |                          |
| Knefelskamper Bäche |       |                          |
| |       | Mermbach                 |
| Brüser Siefen |       |                          |
| |       | Hermannshagener Bach     |
| Scheidter und Böckersfelder Bach |       |                          |
| |       |                          |
| Mühlengraben Oberste Mühle |       | Zulauf Scheidt           |
| |       | Zulauf Kollenberger Feld |
| Oberste Mühle |       |                          |
| |       |                          |
| Heidter Siepen |       |                          |
| Mühlengraben Unterste Mühle |       |                          |
| Unterste Mühle |       |                          |
| |       |                          |
| |       | Kollenberger Bach        |
| Uelfebad |       |                          |
| |       | Hagebucher Bach          |
| Hagener Siefen |       |                          |
| |       | Leimholer Bach           |
| Eistringhauser Bach |       |                          |
| |       | Herbecker Bach           |
| Herkingrader Bach |       |                          |
| |       | Stauteich                |
| Nebenarm Keilbeck |       |                          |
| Keilbecke |       |                          |
| Wupper |       |                          |

Die Uelfe (alternative Schreibweise: Ülfe) ist ein rechter Nebenfluss der Wupper in Radevormwald.

## Lage und Beschreibung
Die Uelfe entspringt in der Nähe von Rädereichen und mündet bei Dahlhausen in die Wupper.
Nach dem Bach wurden die vier Ortschaften mit den Namen I. Uelfe bis IV. Uelfe benannt. Über große Strecken parallel zum Bach verläuft die Landesstraße 414, die Uelfe-Wuppertal-Straße.
Die ersten hundert Meter ist die Uelfe größtenteils unterirdisch kanalisiert, oberirdisch tritt sie erstmals im Radevormwalder Gewerbegebiet nahe der Ortschaft I. Uelfe in Form eines Regenrückhaltebeckens zutage.

## Uelfebad
Als Ausflugsziel bekannt ist das so genannte Uelfebad. Das Uelfebad ist eine ehemalige Freibadanlage, die am 26. Juni 1927 eröffnet wurde, seit einigen Jahrzehnten aber nicht mehr als Bad benutzbar ist. Heute wird das Uelfebad und seine Umgebung von Anglern, Modellbootfahrern und Spaziergängern zur Entspannung genutzt.
Sofern sich im Winter auf dem Uelfebad eine ausreichende Eisdicke bildet, wird es von der Stadt Radevormwald offiziell als Eisbahn betrieben. Eine Gaststätte komplettiert die Anlage.

## Naturschutz
Der Oberbergische Kreis plant ein Naturschutzgebiet für das „Uelfetal mit Nebentälern“, wie es in der offiziellen Verlautbarung heißt. Jegliche (bauliche) Änderungen sind gemäß dem Landschaftsgesetz NRW bis zum 27. Mai 2005 auf einer Fläche von einer Million Quadratmeter untersagt.
Die Uelfe-Wuppertal-Straße wird von der Landesarbeitsgemeinschaft Naturschutz und Umwelt in Arnsberg als eine typische Mittelgebirgsallee klassifiziert, deren Bestand durch neue Ausbaurichtlinien des Bundes (mindestens 4,5 m Baumabstand zur Straße) allerdings gefährdet ist.

## Mühlen und Hammerwerke
Die Wasserkraft der Uelfe wurde zum Antrieb von Mühlen und Hämmern genutzt. Im Lauf des Bachs gab es folgende wasserbetriebene Stätten:
- Oberste Mühle – Heute eine Gaststätte, der Obergraben wird noch durchflossen
- Unterste Mühle – Heute eine Gaststätte
- Leimholer Mühle – Nicht mehr existent, heute ein Gewerbebetrieb
- Neuenhammer (Uelfe) – Heute ein Wohnhaus
- Dahlhauser Hammer – Vollständig niedergelegt

## Bilder

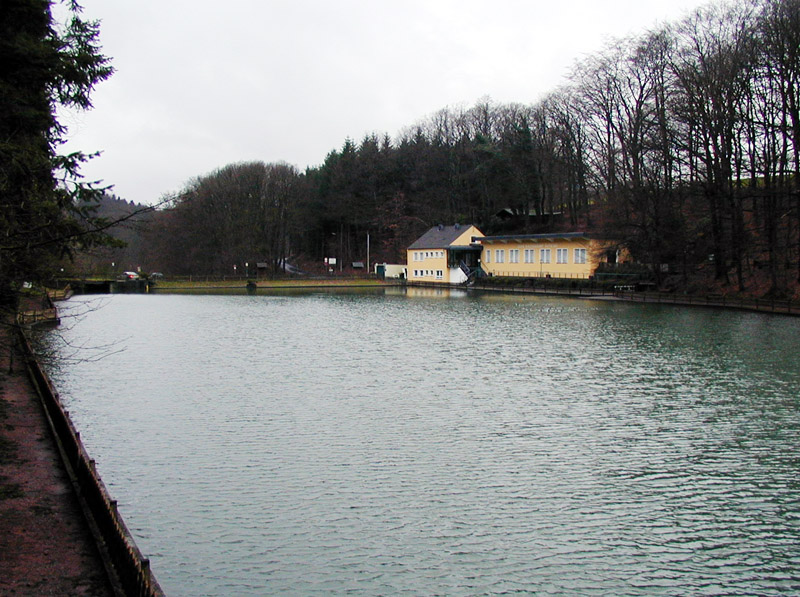
Blick über das Uelfebad
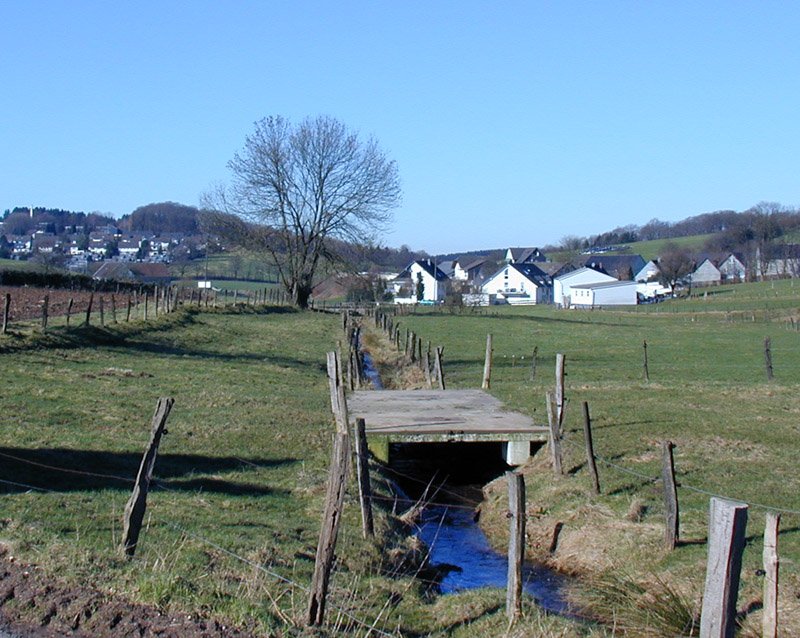
Die Uelfe vor III.Uelfe
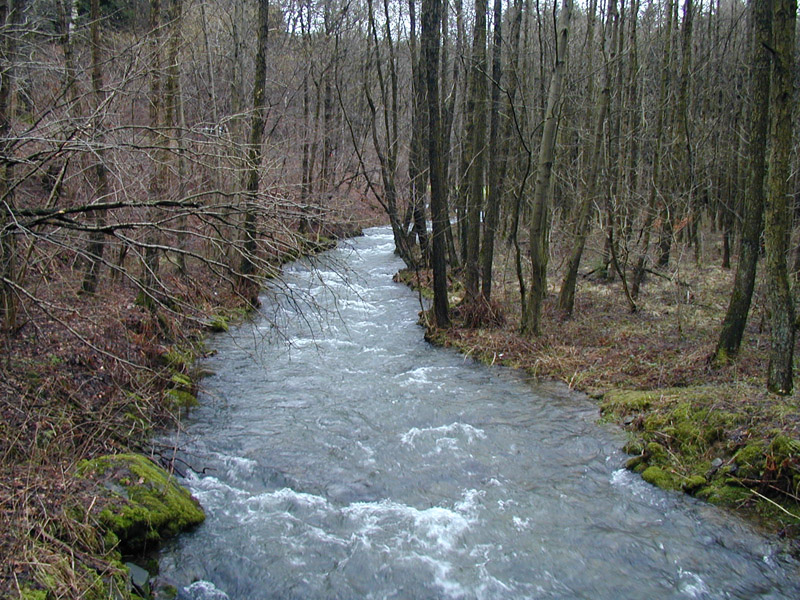
Die Uelfe hinter Neuenhammer